# Mopsella spinosa
Mopsella spinosa is een zachte koraalsoort uit de familie Melithaeidae. De koraalsoort komt uit het geslacht Mopsella. Mopsella spinosa werd in 1878 voor het eerst wetenschappelijk beschreven door Kükenthal. 